# 보르소 데스테 디 페라라 공작
보르소 데스테 디 페라라 공작(이탈리아어: Borso d'Este, Duca di Ferrara: 1413년 - 1471년 8월 20일)는 페라라 공작이자 초대 모데나 공작이다. 그는 에스테 가문 출신이다.

## 생애
보르소는 페라라, 모데나, 레조의 후작인 니콜로 3세와 그의 하녀인 스텔라 데 톨메이 사이에 태어난 사생아였다. 그는 1450년 10월 1일 레오넬로의 뒤를 이어 후작 자리에 오른다.

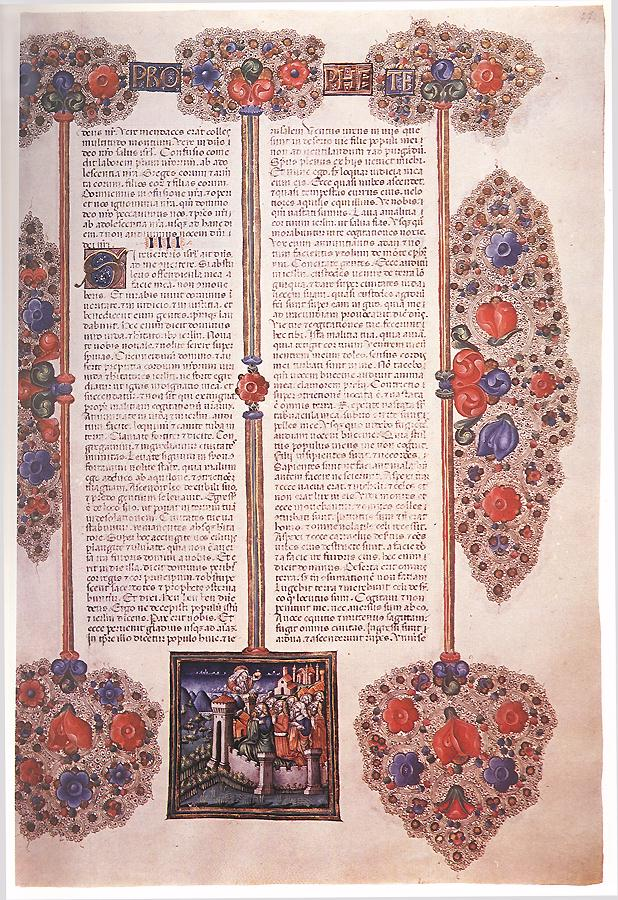
보르소 데스테의 성경

1452년 5월 18일에 그는 신성 로마 제국 황제 프리드리히 3세로부터 그의 영지에 대해 공작으로서의 승인을 받는다. 1471년 4월 12일 성 베드로 대성당에서 그는 교황 바오로 2세에게서 페라라 공작으로 임명되기도 하였다.
보르소는 팽창주의적 정책을 펼쳤고, 그의 가문에는 작위 중 하나를 수여받았다. 그는 적대적인 프란체스코 1세 스포르차와 메디치 가문에 맞서 베네치아 공화국과 보통 동맹 관계였다. 이 경쟁 관계는 몰리넬라 전투로 이어졌다.
보르소의 궁전은 프란체스코 델 코사, 에르콜레 데 로베르티, 코시모 투라 등이 있었던 페라라 미술 학교의 중심지였다. 보르소 집권 시기에 이 화가들의 가장 중요한 의뢰 사항은 스키파노이아 궁의 프레스코화였다. 또한 그는 피에트로보노 델 키타리노(Pietrobono del Chitarrino), 니콜로 토데스코(Niccolò Todesco), 블라시오 몬톨리노(Blasio Montolino) 같은 다양한 음악가들도 보호했다.
교육 수준이 낮았던 그(그의 형제 레오넬로처럼)는 예술을 그의 정치적 야망을 선전할 프로파간다로서의 실용적인 시야를 지녔었다. 그는 이상적인 통치자로서 자신을 보여주는걸 좋아했고, 그 예로는 스키파노이아 궁의 프레스코화에서 볼 수 있다. 후에 루도비코 아리오스토의 시 《광란의 오를란도》에서 나타난, 관대한 예술 후원가로서의 그의 전통적 모습 역시도 이상화된 표현이다. 반면 문화에 사치스럽게 소비하고 그의 정치적 모습을 선전하였지만, 그는 예술가들에 특별한 생각이 조금도 없었기에 그들에 대한 후원에는 멀었다. 이 악명높은 자세의 대한 예시로 그는 코사에게 아주 적은 보수를 주었고, 그 결과로 코사는 페라라를 떠나 볼로냐로 떠났다. 그의 개인 성경(1455년에 의뢰된)은 이탈리아 르네상스의 채색본 중 가장 뛰어난 것 중 하나이며, 굉장히 비용이 많이 쓰이기도 하였다. 주 채색사인 타데오 크리벨리는 다른 채색본들의 부분을 사용하며 재정적 압박을 덜어냈다.
보르소는 결혼을 하지 않아 자식을 두지 않았다. 그의 자리는 배다른 형제 에르콜레 1세 데스테가 이어받았다.

## 참고 자료
- Chiappini, Luciano (2001). 《Gli Estensi》. Ferrara.

| 전임 레오넬로 | 페라라, 모데나 레조 공작 (1450년까지 후작) 1450년 - 1471년 | 후임 에르콜레 1세 |